# Титов, Иван Филиппович
Иван Филиппович Титов (1902—1983) — советский живописец, маринист, график. Заслуженный деятель искусств РСФСР (1955), Народный художник РСФСР (1969), член-корреспондент Академии художеств СССР.

## Биография
После окончания в 1930 году графического факультета Вхутеина, был назначен директором Ленинградского полиграфического техникума.
С 1936 года возглавлял издательство Ленинградского отделения Союза советских художников (ЛОССХ).
Участник Великой Отечественной войны. Служил на линкоре «Октябрьская Революция». Награждён медалью «За оборону Ленинграда». С 1942 года работал в Студии военных художников имени М. Б. Грекова.
С 1958 года — главный художник журнала «Огонёк».
В 1972 году был награждён орденом Ленина, в 1973 году — серебряной медалью имени М. Б. Грекова.
Персональные выставки Титова И. Ф. проходили в 1952, 1962, 1972, 1977 годах.
Работы И. Ф. Титова находятся в Третьяковской галерее, Русском музее, Музее изобразительных искусств имени А. С. Пушкина, а также в частных и государственных коллекциях Болгарии, Вьетнама, Китая, Польши, Украины, Японии и других стран.
Похоронен в Москве, на Кунцевском кладбище, участок № 10.